# Chasse au fantôme
Pour les articles homonymes, voir Chasseur de fantômes (homonymie).
 (mars 2017).
Si vous disposez d'ouvrages ou d'articles de référence ou si vous connaissez des sites web de qualité traitant du thème abordé ici, merci de compléter l'article en donnant les références utiles à sa vérifiabilité et en les liant à la section « Notes et références ».

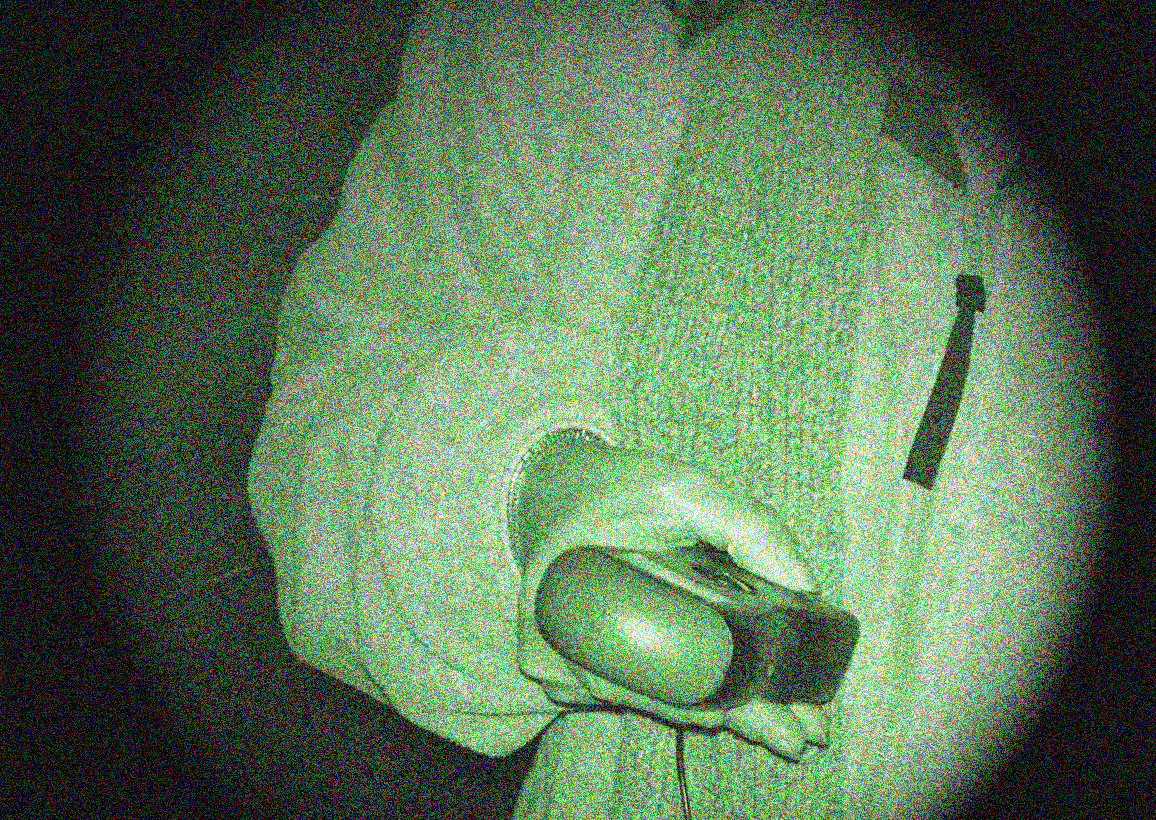
Un chasseur de fantôme en train de lire un détecteur de champ électromagnétique.

Le terme de chasse au fantôme regroupe toutes les activités qui consistent à visiter des endroits réputés hantés, c'est-à-dire réputés habités par des créatures surnaturelles invisibles. Dans le monde occidental, le visiteur parlera le plus souvent de fantômes ou d'esprits. Le but du visiteur peut être d'essayer d'être témoin de phénomènes physiques qui lui paraissent inexplicables, de ressentir la présence de fantômes, de rapporter des preuves de leur existence, ou encore d'essayer de communiquer avec eux. Certaines personnes en ayant fait leur source de revenus prétendent avoir été témoins de ces phénomènes surnaturels.
Les activités de chasse au fantôme ont été vivement critiquées de par leur refus de se plier à la méthode scientifique. À ce jour il n'existe aucune preuve scientifique de l'existence des fantômes ou autres esprits,.

## Techniques utilisées par les chasseurs
Certains amateurs de la chasse aux fantômes prétendent obtenir de meilleurs résultats en se munissant de certains équipements. Bien que leur efficacité n'ait jamais pu être prouvée scientifiquement, certains équipements jouissent d'une plus grande popularité que d'autres.
- Les Ouijas sont un accessoire populaire depuis la fin du XIXe siècle. Une simple planche sur laquelle on a inscrit des lettres ou des mots peut suffire dans l'esprit du chasseur de fantômes, ce qui explique cette popularité,
- Les livres ; certains chasseurs prétendent avoir eu des preuves écrites d'esprits voulant communiquer avec eux .
- Depuis l'avènement de l'électronique, des appareils plus complexes rencontrent une certaine popularité. La complexité de ces appareils ajoute au mystère ambiant :
  - des détecteurs de champ magnétiques (en Anglais, "EMF"). Bien que les phénomènes magnétiques soient bien connus, le détecteur peut capter de fluctuations de champs qui peuvent paraître inexplicables pour l'opérateur (lignes à haute tension, équipement Wifi, etc.), ce qui ajoute un effet spectaculaire à la détection, surtout si le détecteur est réglé ou modifié pour émettre des sons dont la fréquence varie avec le champ ;
  - des caméras thermiques ou des caméras ou lunettes à vision nocturne. La plupart des chasseurs de fantôme préfèrent pratiquer leur activité dans l'obscurité; par conséquent les caméras thermiques rencontrent un succès tout naturel. Le rendu particulier des images de ces caméras ajoute à l'effet spectaculaire ;
  - des thermomètres. La croyance selon laquelle la présence de fantômes peut faire chuter la température ou dans au contraire l'augmenter est vivace ;
  - des magnétophones. Certains chasseurs de fantômes prétendent enregistrer des sons ou encore des mots dits par les fantômes.

Bien que la plupart des chasseurs de fantômes prétendent utiliser des méthodes scientifiques, aucun de ces équipements n'a été utilisé de façon satisfaisante permettant d'apporter des preuves de l'existence des fantômes,.

## Chasseurs de fantômes professionnels
Certaines personnes ont fait de la chasse aux fantômes leur source de revenus, et se présentent non seulement comme expertes des créatures surnaturelles, mais aussi expertes de l'équipement permettant prétendument de détecter la présence de fantômes.
- Au Royaume-Uni, Harry Price (1881-1948) a été l'un des premiers à chasser les fantômes d'une manière qui se voulait scientifique. Il a fondé en 1925 le National Laboratory of Psychical Research, repris en 1934 par le Council for Psychical Investigation de l'Université de Londres[3].

- Aux États-Unis, Ed et Lorraine Warren se présentent comme chasseurs de fantômes.
- En Suède, l'équipe « Laxton » publie sur Internet des vidéos de visites de lieux prétendument hantés et vend du merchandising et de l'équipement électronique qu'elle présente comme permettant de pratiquer la chasse aux fantômes.

## Fantômes dans les croyances spirites
Selon les amateurs de spiritisme, les fantômes sont « une forme de médiumnité à la recherche des Esprits dit du bas astral, c'est-à-dire des Esprits qui aurait connu peu d'expériences matérielles ». Il en résulterait, selon cette doctrine, que « les fantômes sont ignorants, ou maléfiques »[réf. nécessaire].

## Chasse au fantôme dans la culture
Plusieurs livres, films, séries et jeux vidéo mettent en scène des chasseurs de fantômes.

### Littérature
- Chasse aux fantômes (bande dessinée, 1992)
- Confessions d'un Chasseur de Fantômes (récit de Harry Price, 2025, traduction de Confessions of a Ghost-Hunter, 1936)

### Films (fictions)
- Conjuring : Les Dossiers Warren (2013)
- Hantise (1999)
- SOS Fantômes (1984) ainsi que ses suites et ses produits dérivés comme la dessin animé du même nom

### Séries télévisées (fiction)
- Supernatural (2005 - 2020)
- Kamen Rider Ghost (2015 - 2016)

### Séries télévisées (téléréalité)
- Ghost Adventures
- The Dead Files (en)
- Most Haunted (en)
- R.I.P. (Recherches, Investigations, Paranormal)
- Les Traqueurs de fantômes (Ghost Hunters)

### Chaînes YouTube
- BuzzFeed Unsolved
- GussDx (Guillaume Durieux)

### Jeux vidéo
- Phasmophobia
- La série de jeux vidéos Luigi's Mansion